# Theodor Meynert
Theodor Hermann Meynert (15 juni 1833 – 31 mei 1892) was een Duits-Oostenrijkse psychiater, neuropatholoog en anatoom. Hij werd geboren in Dresden. Meynert geloofde dat verstoringen in de hersenontwikkeling iemand kwetsbaar konden maken voor psychiatrische stoornissen.
In 1861 behaalde hij zijn doctoraat en in 1875 werd hij het hoofd van de psychiatrische kliniek van de Universiteit van Wenen. Tot zijn studenten in Wenen behoorden onder anderen Sigmund Freud en Josef Breuer.
Meynert was gespecialiseerd in hersenonderzoek. Een aantal structuren in het brein zijn naar hem vernoemd, waaronder de nucleus basalis van Meynert in de basale voorhersenen.